# Чархалашвили, Реваз
Реваз Чархалашвили (груз. რევაზ ჭარხალიშვილი, 17 февраля 1931 — 9 февраля 1980) — грузинский советский актёр, кинооператор, режиссёр, сценарист.

## Биография
В 1955 году окончил режиссерский факультет Театрального института имени Шота Руставели.
В 1955—1958 годах работал режиссёром Грузинского театра юного зрителя. Сотрудничал на киностудии «Грузия-фильм», был ассистентом режиссёра, вторым режиссёром на ряде фильмов, ряд фильмов снял самостоятельно, также сам снимался в фильмах как актёр.

## Фильмография

### Актёр
- 1976 «Пастораль»
- «Заливщик бензина»
- 1978 «Плотина в горах»

### Второй режиссёр
- «След моря»
- «Время истекает на заре»
- 1967 «Большая зеленая долина»
- «Свет в наших окнах»

### Главный режиссёр
- 1968 «Превратности судьбы»
- 1971 «Соседи»
- 1972 «Морской волк»
- 1972 «Белые камни»
- 1973 «Я и мои соседи»
- 1975 «Лестница»
- 1976 «Бравый молодец деревни»
- 1976 «Поди-ка разберись»[3]
- 1978 «Три жениха»
- 1979 «Ретивый поросёнок»

### Сценарист
- 1981 «Небесные тропы» (с Валерианом Сулакаури)
- 1973 «Я и мои соседи»
- 1972 «Морской волк»
- 1971 «Соседи»
- 1968 «Превратности судьбы»